# フィリペ・コウチーニョ・コレイア
- フィリペ・コウチーニョ
- フィリップ・コウチーニョ

フィリペ・コウチーニョ・コレイア（Philippe Coutinho Correia、1992年6月12日 - ）は、ブラジル・リオデジャネイロ州リオデジャネイロ出身のサッカー選手。CRヴァスコ・ダ・ガマ所属。元ブラジル代表。ポジションはMF。

## クラブ経歴

### ヴァスコ・ダ・ガマ
ヴァスコ・ダ・ガマのユース出身。16歳にして「次代のブラジルを背負う期待の選手」 として注目を集め、プロデビュー以前からスペインのレアル・マドリードなどヨーロッパの複数のクラブが獲得に動いた。2008年7月、イタリアのインテル・ミラノが移籍金380万ユーロでの獲得を発表したが、セリエAの規定上、18歳に満たない選手は試合に出場できないため、2010年6月までの2年間はレンタル移籍の形でヴァスコ・ダ・ガマに籍を置くことになった。

### インテル

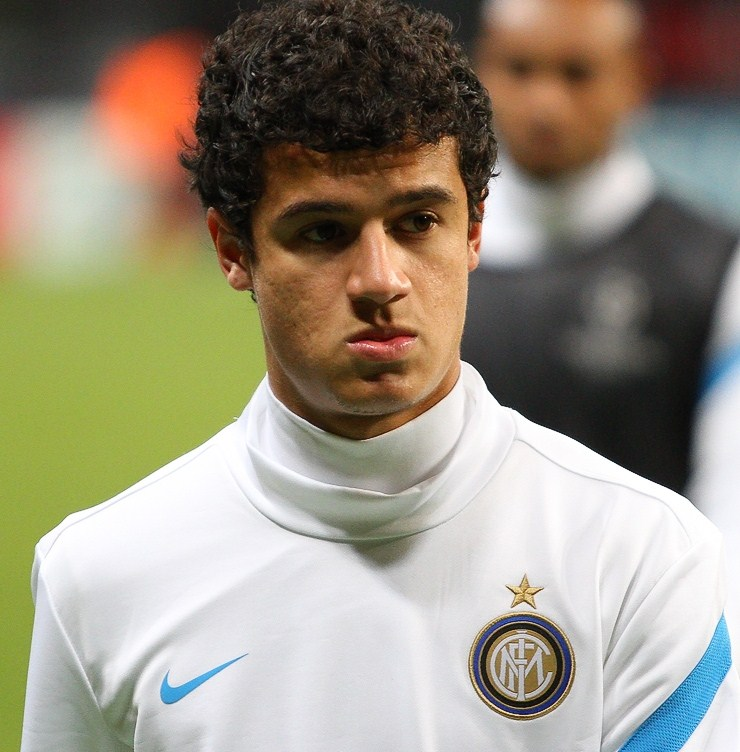
インテル時代（2011年）

2010年夏にインテルに移ると、同年8月26日に行われたスーパーカップのアトレティコ・マドリード戦で公式戦デビュー。3日後のボローニャ戦でセリエA初出場も記録した。2010年9月29日のチャンピオンズリーグ、ヴェルダー・ブレーメン戦では途中出場から活躍を見せるなど頭角を現し、将来性のある若手としてチームメイトや監督からも評価された。2011年5月8日のフィオレンティーナ戦で直接フリーキックを決め、移籍後初得点を挙げた。

### エスパニョール
2012年1月、半年間の期限付きでエスパニョールへ移籍。早々にマウリシオ・ポチェッティーノ監督から信頼を得ると、リーガ・エスパニョーラでは9試合に出場して4ゴールを挙げた。この活躍によりレンタル先のエスパニョールは完全移籍での獲得を希望したが、シーズン終了後にインテルに復帰した。
3年目となった2012-13シーズンは、プレシーズンのTIMカップでMVPを獲得し好調なスタートを切った。

### リヴァプール

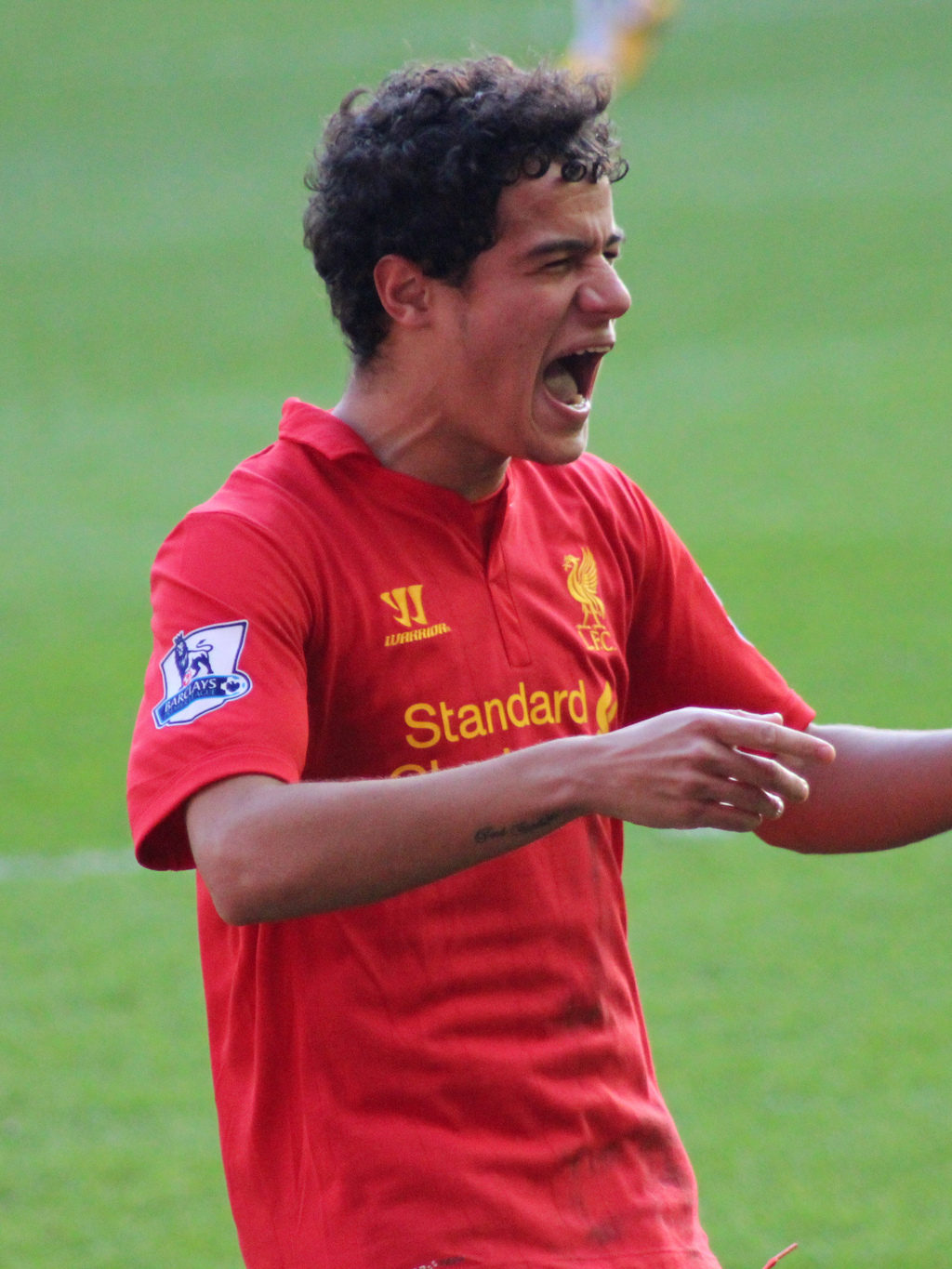
リヴァプール時代(2013年)

2013年1月、イングランドのリヴァプールに移籍した。移籍金は約800万ポンド。2012-13シーズンは、インテルやエスパニョール在籍時にも得意としていたトップ下やセカンドトップでの起用が多かった。イングランド特有の激しいボディコンタクトに苦しむこともあったが、ブレンダン・ロジャーズ監督の短いパスを多用するテクニカルな戦術が自身のプレースタイルとマッチし、多くの試合で起用され、13試合出場3得点5アシストを記録した。
2013-14シーズンには、スターリングをトップ下に置く4-3-1-2（中盤ダイヤモンド型の4-4-2）の左MFとして新境地を切り開く。彼とヘンダーソンの飛び出しは、アンカーに置かれたジェラードの縦パスを数多く引き出した。2014年4月13日のマンチェスター・シティ戦では決勝点を記録し、チームの勝利に貢献。最終的にリーグ33試合出場、5得点7アシストを記録。チームはリーグ戦で101得点を記録、優勝争いに貢献した。
2014-15シーズン、2015年3月1日のマンチェスター・シティ戦でミドルシュートを突き刺し、2シーズン連続で決勝点を奪った。攻撃の中核を担い、リーグ35試合に出場、5得点5アシストを記録。PFA年間ベストイレブンとクラブ年間最優秀選手に輝いた。
2015-16シーズンは怪我の影響もありリーグ戦での出場は26試合にとどまった。しかし、シーズン通算では公式戦43試合に出場、12得点を記録し、フットボールリーグカップとヨーロッパリーグの2つのカップ戦での決勝進出に貢献した。2シーズン連続でクラブ年間最優秀選手に選出された。
2016-17シーズンの開幕戦アーセナル戦では2得点を決めた。2017年1月、リヴァプールとの契約を2022年までの5年間延長。2017年4月1日のエヴァートンとのマージーサイド・ダービーでは1得点1アシストを記録、マン・オブ・ザ・マッチに選ばれた。4月8日のストーク・シティ戦でも得点を決め、このゴールが30得点目となり、ブラジル人選手のプレミアリーグ最多得点者となった。4月23日のクリスタル・パレス戦で直接FKを突き刺し、自身初のリーグ戦二桁得点を記録した。シーズン最終節ミドルズブラ戦では、チームの2点目となるゴールを決め、チームのチャンピオンズリーグ出場権獲得に貢献した。2016-17シーズンはマネと並ぶチーム最多の13ゴールを記録した。またスカイスポーツが選ぶ、2016-17シーズンのプレミアリーグファンタジーイレブンにも選出された。夏の移籍市場ではFCバルセロナからのオファーを受け本人もクラブに移籍を直訴したものの、クラブ側は最後まで交渉に応じず残留が決定した。
2017-18シーズンの9月24日第6節のレスター・シティ戦で、前半15分にモハメド・サラーの先制点を演出すると、前半23分には自らシーズン初ゴールとなる直接FKを決め3-2での勝利に貢献、10月17日に行われたチャンピオンズリーグ・グループステージ第3節のNKマリボル戦、この試合で1G2Aの活躍を見せて勝利に貢献し、英紙『デイリー・スター』の採点で10点満点中の10点という最高の評価を得た。12月2日のブライトンとの対戦では2ゴール2アシストの活躍で5-1での勝利の立役者となった、またスカイスポーツ採点で9点と大きく評価され、マン・オブ・ザ・マッチに選ばれた。12月6日にチャンピオンズリーグ・グループステージ第6節スパルタク・モスクワ戦では、リヴァプール移籍後初のハットトリックを達成、勝利の立役者となった。リヴァプールの選手としては12月30日のレスター・シティ戦が最後の試合出場となり、以降は怪我によりバーンリー戦やFAカップを欠場した。

### バルセロナ

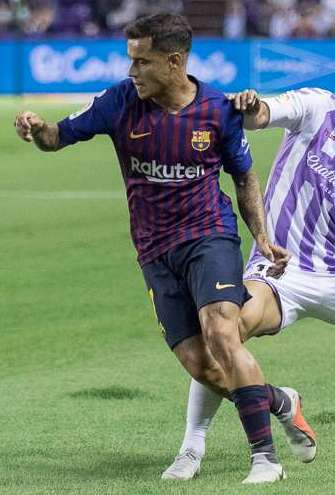
FCバルセロナでのコウチーニョ（2018年）

2018年1月6日、バルセロナと残りのシーズン及び5年間の契約を交わした。契約破棄金は4億ユーロ。背番号は加入後しばらく空白であったが、ハビエル・マスチェラーノの移籍に伴い空き番号となった14番を着用することになった。14番はかつてティエリ・アンリが着用していた番号でもある。負傷からの復帰を果たした1月25日のコパ・デル・レイ、エスパニョール戦で古巣相手に交代出場でデビューした。2月8日のコパ・デル・レイ準決勝バレンシア戦にて初ゴールを記録した。
2018-19のチャンピオンズリーグでは準決勝で古巣リヴァプール戦1stレグを3-0と勝利し、誰もがバルセロナの決勝進出が濃厚と考える中、退団以来のアンフィールドに帰還したが、リヴァプールファンから激しいブーイングを受けた上、バルセロナは0-4で大逆転を許し敗退してしまった。またシーズンを通じて低調でシーズン終盤には早くも放出の可能性が報道された。公式戦76試合21得点11アシストの数字を残したが、膠着した試合やビッグマッチでは試合から消えることが多く高額な移籍金額に見合う活躍ができていないとしてサポーターの心を掴めず、今夏の移籍市場で新たな活躍先を求める可能性が指摘され続けた。

### バイエルン・ミュンヘン
2019年8月16日、FCバイエルン・ミュンヘンはバルセロナとコウチーニョの移籍で基本的合意に達したことを発表した。1年の期限付きでバイエルン・ミュンヘンへと加入する。バイエルン・ミュンヘンは同選手の買取オプションを行使する権利を有する。最終的な詳細の協議及びメディカルチェックが完了した後正式に移籍が成立する。2019年8月19日、バイエルン・ミュンヘンはFCバルセロナのコウチーニョを獲得したことを発表した。背番号は10番。契約期間は1年間の期限付き移籍で、買い取りオプションが付いており、期限付き移籍にかかるレンタル料は850万ユーロであり、買い取りオプションを行使する際には1億2000万ユーロとのこと。「僕にとって今回の移籍は新たな国、ヨーロッパの最高のクラブの1つでの新たな挑戦を意味しているんだ。バイエルンのような偉大なクラブでのチャレンジをとても楽しみにしているよ」「僕は多くの大きな野心がある。その野心を新しいチームメートと共に達成できることを確信しているよ」と、バイエルンの新たな10番を背負うことになったコウチーニョは新天地での意気込みを語っている。背番号の10番は昨シーズンまでアリエン・ロッベンが着用しており、そのロッベンもコウチーニョにエールを送った。また移籍前にはかつてブンデスリーガに所属していた同郷かつ、リヴァプール所属時の元同僚であるロベルト・フィルミーノに相談していた。
9月21日のケルン戦でPKを決めて移籍後初ゴールを決め、このゴールでヨーロッパ4大リーグでゴールを決めた史上9人目の選手となった。12月14日ブレーメン戦ではハットトリックを達成しただけでなく、2アシストも記録する活躍を見せた。2020年8月14日、チャンピオンズリーグ準々決勝でレンタル元のバルセロナと対戦、後半途中出場すると、2ゴール1アシストを決め、8-2での大勝に貢献した。決勝のPSG戦でも68分から出場し、優勝を果たした。レンタル契約は更新されないことが決定されていた為、9月2日付で正式にバイエルンを退団、バルセロナに復帰することが発表され、バイエルンはコウチーニョに感謝の意を表明した。

### バルセロナ復帰
復帰後のバルセロナでは背番号は加入当初の14番を再び着用することとなった。新監督のロナルド・クーマンの下で主力として計算され、ウィングではなくトップ下で起用される。ゲームメイクを全般的に任されるようになったことで復帰前より飛躍的に存在感を増した。しかし、シーズン通して負傷に悩まされ、2020年12月30日のSDエイバル戦では、試合終盤に左膝を負傷。手術を行うも、術後の状態も思わしくなく、2020-21シーズン中の復帰が絶望となった。2021-22シーズン開幕前も放出候補に挙げられていたものの、買取手が見つからずにバルサに残留。更に背番号は退団したリオネル・メッシが着用していた10番を新たに着用するのではないかと言われていたが、前年と同じ14番を着用することとなった。

### アストン・ヴィラ
2022年1月7日、アストン・ヴィラFCにシーズン終了までのレンタルで移籍した。8日後に行われたマンチェスター・ユナイテッド戦で2点を追う後半68分から移籍後初出場し、反撃の狼煙となるジェイコブ・ラムジーのゴールの起点となり、その直後移籍後初ゴールを決め、チームを敗戦から救った。その後5月12日にアストン・ヴィラへの完全移籍が発表された。

### アル・ドゥハイル
2023年9月8日、アル・ドゥハイルSCにレンタル移籍した。

### ヴァスコ・ダ・ガマ
2024年7月10日、古巣のCRヴァスコ・ダ・ガマへレンタル移籍が発表された。14年ぶりの復帰となる。

## 代表経歴

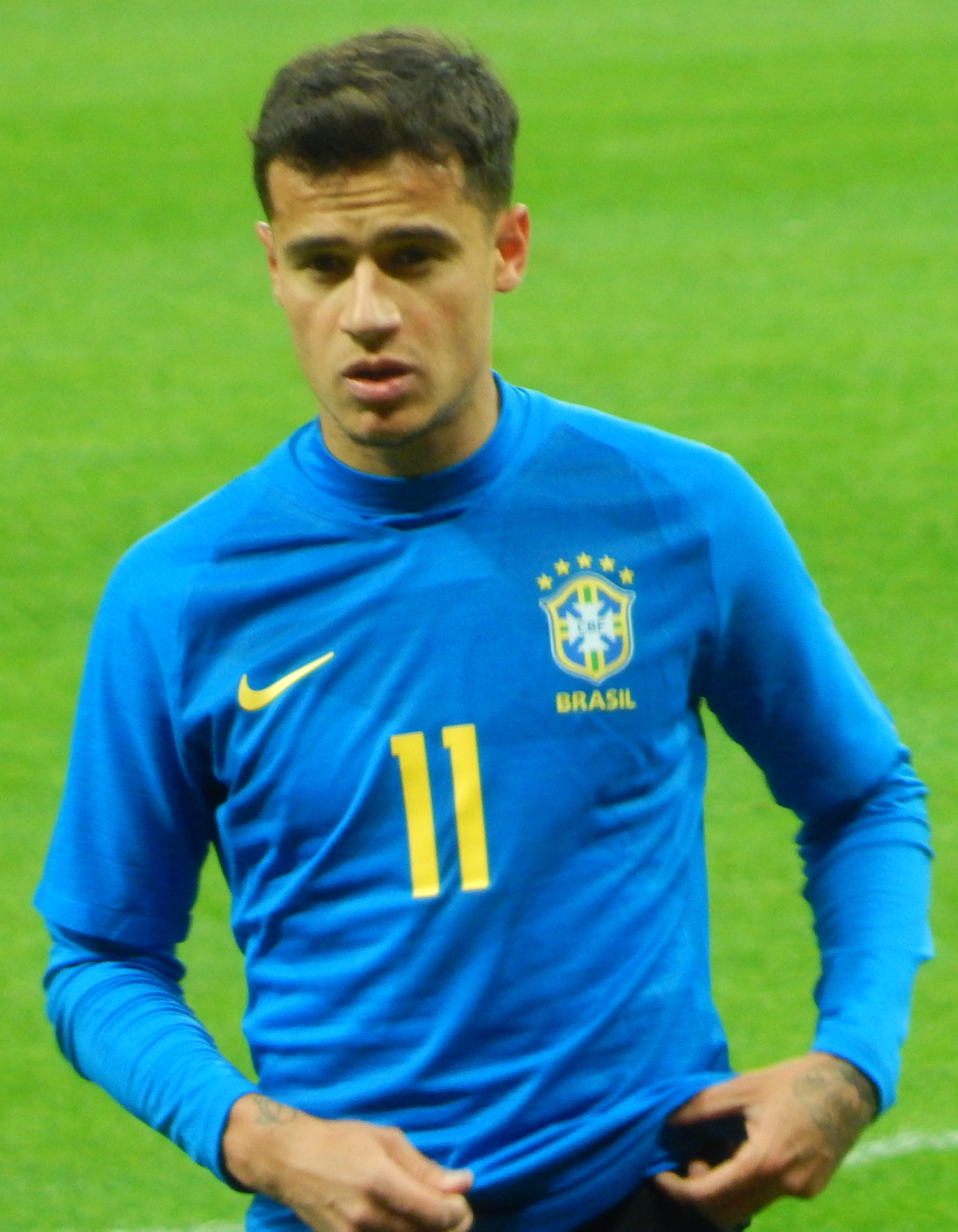
ブラジル代表(2018年)

2009年に行われた南米U-17選手権では3得点を挙げ優勝に貢献。2011年のU-20ワールドカップでは背番号10を与えられて全試合に先発出場し、チームを優勝に導いた。
2010年10月7日に行われたイランとの親善試合でA代表デビューを果たした。2015年6月7日のメキシコとの親善試合で代表初得点を挙げた。
2016年6月8日に行われたコパ・アメリカ・センテナリオのハイチ戦で、ブラジル代表としては自身初となるハットトリックを達成した。
2018 ワールドカップロシア大会、グループリーグ第1戦スイス戦では先制点を決め、第2戦コスタリカ戦でも先制点を決めMOMに選ばれた。また準々決勝のベルギー戦では、レナト・アウグストのゴールをアシストしたが、試合は1-2で敗れた。
地元開催となったコパ・アメリカ2019では、大会開幕戦のボリビア戦で2ゴールを決め、3-0の勝利に導き、MOMに選出。勢いそのままにブラジル代表はコパ・アメリカ2019を制し、コウチーニョ自身も大会を通じて大きく貢献、2018-19シーズンにバルセロナで不振を囲った鬱憤を晴らした。

## 個人成績
2021年1月７日現在
| クラブ                 | シーズン | リーグ         | リーグ戦 | リーグ戦 | カップ戦 | カップ戦 | 国際大会 | 国際大会 | その他 | その他 | 合計 | 合計 |
| クラブ                 | シーズン | リーグ         | 出場     | 得点     | 出場     | 得点     | 出場     | 得点     | 出場   | 得点   | 出場 | 得点 |
| ---------------------- | -------- | -------------- | -------- | -------- | -------- | -------- | -------- | -------- | ------ | ------ | ---- | ---- |
| ヴァスコ・ダ・ガマ     | 2009     | セリエB        | 12       | 0        | 0        | 0        | 0        | 0        | 0      | 0      | 12   | 0    |
| ヴァスコ・ダ・ガマ     | 2010     | セリエA        | 7        | 1        | 7        | 1        | 0        | 0        | 17     | 3      | 31   | 5    |
| ヴァスコ・ダ・ガマ     | 通算     | 通算           | 19       | 1        | 7        | 1        | 0        | 0        | 17     | 3      | 43   | 5    |
| インテル               | 2010-11  | セリエA        | 13       | 1        | 0        | 0        | 6        | 0        | 1      | 0      | 20   | 1    |
| インテル               | 2011-12  | セリエA        | 5        | 1        | 0        | 0        | 3        | 0        | 0      | 0      | 8    | 1    |
| インテル               | 2012-13  | セリエA        | 10       | 1        | 0        | 0        | 9        | 2        | 0      | 0      | 19   | 3    |
| インテル               | 通算     | 通算           | 28       | 3        | 0        | 0        | 18       | 2        | 1      | 0      | 47   | 5    |
| エスパニョール         | 2011-12  | プリメーラ     | 16       | 5        | 0        | 0        | -        | -        | 0      | 0      | 16   | 5    |
| エスパニョール         | 通算     | 通算           | 16       | 5        | 0        | 0        | -        | -        | 0      | 0      | 16   | 5    |
| リヴァプール           | 2012-13  | プレミアリーグ | 13       | 3        | 0        | 0        | 0        | 0        | 0      | 0      | 13   | 3    |
| リヴァプール           | 2013-14  | プレミアリーグ | 33       | 5        | 3        | 0        | -        | -        | 1      | 0      | 37   | 5    |
| リヴァプール           | 2014-15  | プレミアリーグ | 35       | 5        | 7        | 3        | 6        | 0        | 4      | 0      | 52   | 8    |
| リヴァプール           | 2015-16  | プレミアリーグ | 26       | 8        | 1        | 1        | 13       | 2        | 3      | 1      | 43   | 12   |
| リヴァプール           | 2016-17  | プレミアリーグ | 31       | 13       | 2        | 0        | -        | -        | 3      | 1      | 36   | 14   |
| リヴァプール           | 2017-18  | プレミアリーグ | 14       | 7        | 0        | 0        | 5        | 5        | 1      | 0      | 20   | 12   |
| リヴァプール           | 通算     | 通算           | 152      | 41       | 13       | 4        | 24       | 7        | 12     | 2      | 201  | 54   |
| バルセロナ             | 2017-18  | プリメーラ     | 18       | 8        | 4        | 2        | 0        | 0        | 0      | 0      | 22   | 10   |
| バルセロナ             | 2018-19  | プリメーラ     | 34       | 5        | 7        | 3        | 12       | 3        | 1      | 0      | 54   | 11   |
| バルセロナ             | 通算     | 通算           | 52       | 13       | 11       | 5        | 12       | 3        | 1      | 0      | 76   | 21   |
| バイエルン・ミュンヘン | 2019-20  | ブンデスリーガ | 23       | 8        | 4        | 0        | 11       | 3        | 0      | 0      | 38   | 11   |
| バイエルン・ミュンヘン | 通算     | 通算           | 23       | 8        | 4        | 0        | 11       | 3        | 0      | 0      | 38   | 11   |
| バルセロナ             | 2020-21  | プリメーラ     | 12       | 2        | 0        | 0        | 2        | 1        | 0      | 0      | 14   | 3    |
| バルセロナ             | 2021-22  | プリメーラ     | 12       | 2        | 0        | 0        | 4        | 0        | 0      | 0      | 14   | 2    |
| バルセロナ             | 通算     | 通算           | 24       | 4        | 0        | 0        | 6        | 1        | 0      | 0      | 28   | 5    |
| 総通算                 | 総通算   | 総通算         | 314      | 75       | 35       | 10       | 71       | 16       | 31     | 5      | 449  | 106  |

## 代表歴

### 出場大会
- U-20ブラジル代表
  - 2011年 - 2011 FIFA U-20ワールドカップ (優勝)
- ブラジル代表
  - 2015年 - コパ・アメリカ2015 (ベスト8)
  - 2016年 - コパ・アメリカ・センテナリオ (グループリーグ敗退)
  - 2018年 - 2018 FIFAワールドカップ（ベスト8）
  - 2019年 - コパ・アメリカ2019(優勝)

### 試合数
- 国際Aマッチ 68試合 21得点（2010年 - 2022年）[58]

| ブラジル代表 | 国際Aマッチ | 国際Aマッチ |
| 年           | 出場        | 得点        |
| ------------ | ----------- | ----------- |
| 2010         | 1           | 0           |
| 2014         | 4           | 0           |
| 2015         | 7           | 1           |
| 2016         | 11          | 5           |
| 2017         | 9           | 2           |
| 2018         | 13          | 5           |
| 2019         | 16          | 4           |
| 2020         | 2           | 1           |
| 2022         | 5           | 3           |
| 通算         | 68          | 21          |

### 得点
| #   | 開催年月日     | 開催地                                               | 対戦国         | スコア | 結果 | 試合概要                          |
| --- | -------------- | ---------------------------------------------------- | -------------- | ------ | ---- | --------------------------------- |
| 1.  | 2015年6月7日   | サンパウロ、アリアンツ・パルケ                       | メキシコ       | 1-0    | 2-0  | 親善試合                          |
| 2.  | 2016年6月8日   | オーランド、キャンピング・ワールド・スタジアム       | ハイチ         | 1-0    | 7-1  | コパ・アメリカ・センテナリオ      |
| 3.  | 2016年6月8日   | オーランド、キャンピング・ワールド・スタジアム       | ハイチ         | 2-0    | 7-1  | コパ・アメリカ・センテナリオ      |
| 4.  | 2016年6月8日   | オーランド、キャンピング・ワールド・スタジアム       | ハイチ         | 7-1    | 7-1  | コパ・アメリカ・センテナリオ      |
| 5.  | 2016年10月6日  | ナタール、アレーナ・ダス・ドゥーナス                 | ボリビア       | 2-0    | 5-0  | 2018 FIFAワールドカップ・南米予選 |
| 6.  | 2016年11月10日 | ベロオリゾンテ、ミネイロン                           | アルゼンチン   | 2-0    | 3-0  | 2018 FIFAワールドカップ・南米予選 |
| 7.  | 2017年3月28日  | サンパウロ、アレーナ・デ・サンパウロ                 | パラグアイ     | 1-0    | 3-0  | 2018 FIFAワールドカップ・南米予選 |
| 8.  | 2017年8月31日  | ポルト・アレグレ、エスタジオ・ベイラ＝リオ           | エクアドル     | 2-0    | 2-0  | 2018 FIFAワールドカップ・南米予選 |
| 9.  | 2018年3月23日  | モスクワ、ルジニキ・スタジアム                       | ロシア         | 2-0    | 3-0  | 親善試合                          |
| 10. | 2018年6月10日  | ウィーン、エルンスト・ハッペル・シュターディオン     | オーストリア   | 3-0    | 3-0  | 親善試合                          |
| 11. | 2018年6月17日  | ロストフ・ナ・ドヌ、ロストフ・アリーナ               | スイス         | 1-0    | 1-1  | 2018 FIFAワールドカップ           |
| 12. | 2018年6月22日  | サンクトペテルブルク、ガスプロム・アリーナ           | コスタリカ     | 1-0    | 2-0  | 2018 FIFAワールドカップ           |
| 13. | 2018年9月12日  | ランドーバー、フェデックスフィールド                 | エルサルバドル | 3-0    | 5-0  | 親善試合                          |
| 14. | 2019年6月11日  | ポルト・アレグレ、エスタジオ・ベイラ＝リオ           | ホンジュラス   | 3-0    | 7-0  | 親善試合                          |
| 15. | 2019年6月15日  | サンパウロ、エスタジオ・ド・モルンビー               | ボリビア       | 1-0    | 3-0  | コパ・アメリカ2019                |
| 16. | 2019年6月15日  | サンパウロ、エスタジオ・ド・モルンビー               | ボリビア       | 2-0    | 3-0  | コパ・アメリカ2019                |
| 17. | 2019年11月19日 | アル・アイン、ハッザーア・ビン・ザーイド・スタジアム | 韓国           | 2-0    | 3-0  | 親善試合                          |
| 18. | 2020年10月10日 | サンパウロ、アレーナ・デ・サンパウロ                 | ボリビア       | 5-0    | 5-0  | 2022 FIFAワールドカップ・南米予選 |

## タイトル

### クラブ
CRヴァスコ・ダ・ガマ
- カンピオナート・ブラジレイロ・セリエB：1回 (2009)

インテルナツィオナーレ・ミラノ
- コッパ・イタリア：1回 (2010)
- FIFAクラブワールドカップ：1回 (2010)

FCバルセロナ
- プリメーラ・ディビシオン：2回 (2017-18, 2018-19)
- コパ・デル・レイ：1回 (2017-18)
- スーペルコパ・デ・エスパーニャ：1回 (2018)

FCバイエルン・ミュンヘン
- ブンデスリーガ : 1回(2019-20)
- DFBポカール：1回(2019-20)
- UEFAチャンピオンズリーグ：1回(2019-20)

### 代表
- 南米U-17選手権：1回 (2009)
- U-20ワールドカップ：1回 (2011)

ブラジル代表
- コパ・アメリカ：1回 (2019)

### 個人
- PFA年間ベストイレブン：1回 (2014-15)
- FIFAワールドカップ ドリームチーム：2018[59]